# Antonino Buttafuoco
Antonino Giuseppe Buttafuoco (ur. 20 kwietnia 1923 w Nissorii, zm. 2 kwietnia 2005 w Leonforte) – włoski polityk i samorządowiec, w latach 1968–1989 burmistrz Nissorii, parlamentarzysta krajowy, poseł do Parlamentu Europejskiego I i II kadencji.

## Życiorys
Urodził się w Nissorii, lecz mieszkał w Leonforte. Był synem szewca i gospodyni domowej. Ukończył studia z zakresu nauk politycznych i społecznych. Pracował jako nauczyciel języków obcych i doradca ubezpieczeniowy, a także konsultant w administracji. Tuż po II wojnie światowej należał do krótko istniejącego ruchu politycznego Fronte dell'Uomo Qualunque, zasiadał w jego regionalnych władzach. Później został członkiem Włoskiego Ruchu Społecznego, należał do jego centralnego komitetu. W latach 1951–1971 zasiadał w zgromadzeniu regionalnym Sycylii, będąc m.in. przewodniczącym frakcji ugrupowania. W latach 1968–1989 sprawował funkcję burmistrza Nissorii. Od 1972 do 1976 pozostawał członkiem Izby Deputowanych VI kadencji.
W 1979 i 1984 uzyskiwał mandat posła Parlamentu Europejskiego. W pierwszej kadencji pozostawał niezrzeszony, zaś w drugiej przystąpił do Grupy Prawicy Europejskiej, gdzie był zastępcą skarbnika. Został wiceprzewodniczącym kolejno: Komisji ds. Transportu (1984–1987), Delegacji ds. stosunków z Japonią (1987–1989), Delegacji ds. stosunków z Australią i Nowa Zelandią (1989).
Od 1951 żonaty z Antonietta Buscemi, miał syna Pierfilipo. Jego bratankiem jest dziennikarz Pierangelo Buttafuoco.